# Grjaznaja
La Grjaznaja (in russo Грязная?) è un fiume della Russia siberiana occidentale, affluente di sinistra dell'Enisej. Scorre nel Tajmyrskij rajon del Territorio di Krasnojarsk.
La sorgente del fiume si trova in una zona paludosa, in un sistema di numerosi laghetti accomunati dal nome di laghi Tomskie. Scorre principalmente in direzione settentrionale fino a sfociare nell'Enisej a 558 km dalla foce, di fronte all'isolotto di Pesčanyj. Per tutto il suo corso il fiume si mantiene parallelo all'Enisej. Ha una lunghezza di 125 km e il suo bacino è di 870 km².